# 範數 (域論)
在域論，範數是一種映射。
設{\displaystyle K}為域，{\displaystyle L}是{\displaystyle K}的有限代數擴張。將{\displaystyle \alpha }與{\displaystyle L}的一個元素相乘，是一個線性變換：
{\displaystyle m_{\alpha }:L\to L}
{\displaystyle N_{L/K}(\alpha )}定義為{\displaystyle m_{\alpha }}的行列式。
因此可得{\displaystyle N_{L/K}}的性質：
- {\displaystyle N_{L/K}(\alpha )\in K\forall \alpha \in L}
- {\displaystyle N_{L/K}(\alpha \beta )=N_{L/K}(\alpha )N_{L/K}(\beta )}

若{\displaystyle L/K}為伽羅瓦擴張，{\displaystyle N_{L/K}(\alpha )}是{\displaystyle \alpha }所有共軛的積，即是{\displaystyle \alpha }的極小多項式的所有根的積。
代數整數的範數仍是代數整數。
在代數數論亦可為理想定義範數。若{\displaystyle I}是代數數域{\displaystyle K}的整數域{\displaystyle O_{k}}中的理想，{\displaystyle N(I)}是{\displaystyle O_{k}/I}的剩餘類的數目。

## 例子
- 複數的範數：對於{\displaystyle a,b\in \mathbb {R} }，對於複數此一實數域擴張，{\displaystyle N(a+bi)=(a+bi)(a-bi)=a^{2}+b^{2}}，即複數和其共軛複數之積，因為{\displaystyle a+bi}在{\displaystyle \mathbb {R} }的極小多項式的根是{\displaystyle a\pm bi}。
- 設{\displaystyle L=\mathbb {Q} ({\sqrt {2}}),K=\mathbb {Q} ,\varphi =(1+{\sqrt {5}})/2}（黃金分割）。{\displaystyle N(\varphi )=(1-{\sqrt {5}})(1+{\sqrt {5}})/4=1}，因為它在{\displaystyle L}的極小多項式是{\displaystyle x^{2}-x-1}。